# 山案座α
山案座α（Alpha Mensae）是山案座的最亮恆星，視星等5.09，是所有星座最亮星中最暗的。 

## 概要
山案座α是一顆黃矮星，半徑、溫度和光度都稍低於太陽，但質量比太陽稍高。它的赤緯代表它適合在南半球高緯度區域觀測；雖然在靠近赤道的北半球低緯度在山案座α過中天附近時也可觀測到。
山案座α在天球上的自行較高，距離太陽約33光年。目前尚未發現它有行星，但已經發現有一顆天球上距離3.05角秒（大約30天文單位）的紅矮星伴星。

## 外部連結
- . SolStation.   [2006-07-24]. （原始内容存档于2006-06-26）.
- Kaler, Jim. . Stars. University of Illinois.   [2006-07-24]. （原始内容存档于2006年8月24日）.
- . ARICNS.   [2006-07-24]. （原始内容存档于2006-02-20）.
- . Alcyone ephemeris.   [2006-07-24]. （原始内容存档于2005-11-10）.